# Ivo Baueršíma
Ivo Baueršíma (Jihlava, 17 settembre 1931) è un astronomo cecoslovacco naturalizzato svizzero.
Iniziò gli studi di astronomia all'Università Tecnica di Praga dove tra il 1953 e il 1956 fu assistente di Emil Buchar. Dal 1956 al 1962 lavorò all'Istituto Cecoslovacco di Geodesia e Topografia. Dal 1961 al 1968 fu ricercatore all'Istituto di Astronomia e Geofisica dell'Università Tecnica di Praga. Sostenne la tesi di laurea nel 1966. La convulsa conclusione della Primavera di Praga lo spinse ad abbondanare la Cecoslovacchia per rifugiarsi con moglie e figlio in Svizzera.
Fino al 1977 lavorò come assistente presso l'Istituto Astronomico dell'Università di Berna dove nel 1976 conseguì il dottorato e nel 1981 l'abilitazione all'insegnamento. Nel 1989 divenne professore titolare. Nel 1996 andò in pensione.
Tra i suoi contributi si ricorda la definizione delle basi teoriche per aumentare la precisione del sistema GPS.
Il Minor Planet Center gli accredita la scoperta dell'asteroide 9711 Želetava effettuata il 7 agosto 1972 in collaborazione con Paul Wild.